# 大鱗油鯡
大鱗油鯡為輻鰭魚綱鲱形目鲱科的其中一種，分布於中西大西洋的墨西哥灣海域，棲息深度可達50公尺，體長可達35公分，棲息在沿海海域，成群活動，以浮游生物為食，可做為食用魚。

## 擴展閱讀
維基物種上的相關：大鱗油鯡